# Maximino Ávila Camacho
Maximino Ávila Camacho (* 23. August 1891 in Teziutlán, Puebla; † 17. Februar 1945) war ein mexikanischer Militär und Politiker.
Maximino Ávila Camacho war Viersternegeneral in der mexikanischen Revolutionsarmee. Von 1937 bis 1941 war er Gouverneur des Bundesstaates Puebla und war anschließend Sekretär für öffentliche Arbeit im Kabinett seines Bruders Manuel Ávila Camacho, der von 1940 bis 1946 mexikanischer Präsident war. Im Gegensatz zu seinem für seine gepflegten Umgangsformen bekannten Bruder Manuel war Maximino für seinen rücksichtslosen und draufgängerischen Regierungsstil und seine wilden Frauengeschichten berüchtigt. Er erhob Anspruch auf die Nachfolge in der Präsidentschaft seines Bruders, erlag jedoch vor dem entscheidenden Nominierungsparteitag des PRI 1945 einem Herzversagen, vermutlich infolge eines Giftanschlags. 
Die historisch verbürgte Person Maximinio Ávila Camacho liegt der Figur des Andrés Ascencio im Roman „Arrancame la vida“ (deutsch: „Mexikanischer Tango“) der mexikanischen Schriftstellerin Ángeles Mastretta zugrunde.
| Personendaten    | Personendaten                       |
| ---------------- | ----------------------------------- |
| NAME             | Ávila Camacho, Maximino             |
| KURZBESCHREIBUNG | mexikanischer Militär und Politiker |
| GEBURTSDATUM     | 23. August 1891                     |
| GEBURTSORT       | Teziutlán, Puebla                   |
| STERBEDATUM      | 17. Februar 1945                    |